# Chaosium
Chaosium Inc. är ett amerikanskt förlag som ger ut rollspel och böcker.
Chaosium startades 1975 av Greg Stafford under namnet The Chaosium men döptes senare om till Chaosium Inc. Företaget ger ut skräckrollspelet Call of Cthulhu som bygger på H. P. Lovecrafts Cthulhu-mytologi, samt fantasyrollspelet Stormbringer som baseras på Michael Moorcocks böcker om Elric. Båda rollspelen Call of Cthulhu och Stormbringer använder Basic Roleplaying-systemet. Chaosium ger även ut skönlitterära böcker av H. P. Lovecraft och andra författare inom Cthulhu-mytologin.
2005 firade Chaosium 30-årsjubileum.

## Utgivna rollspel (ej fullständig lista)
- RuneQuest (1978)
- Call of Cthulhu (1981)
- Stormbringer (1981)
- Worlds of Wonder (1982)
- Superworld (1983)
- Ringworld (1984)
- Elfquest (1984)
- Pendragon (1985)
- Nephilim (1994)

## Övriga spel (ej fullständig lista)
- White Bear and Red Moon (1975) Fantasy-strategispel
- Dragon Pass (1981) Återutgivning av White Bear and Red Moon under ny titel
- Mythos (1996) Samlarkortspel